# Julia Lier
Julia Lier (Ludwigsfelde, 11 de noviembre de 1991) es una deportista alemana que compite en remo.
Participó en los Juegos Olímpicos de Río de Janeiro 2016, obteniendo una medalla de oro en la prueba de cuatro scull.
Ganó dos medallas en el Campeonato Mundial de Remo, en los años 2014 y 2015, y tres medallas en el Campeonato Europeo de Remo entre los años 2014 y 2019.

## Palmarés internacional
| Juegos Olímpicos   | Juegos Olímpicos         | Juegos Olímpicos  | Juegos Olímpicos |
| Año                | Lugar                    | Medalla           | Prueba           |
| ------------------ | ------------------------ | ----------------- | ---------------- |
| 2016               | Río de Janeiro (Brasil)  | Medalla de oro    | Cuatro scull     |
| Campeonato Mundial |                          |                   |                  |
| Año                | Lugar                    | Medalla           | Prueba           |
| 2014               | Ámsterdam (Países Bajos) | Medalla de oro    | Cuatro scull     |
| 2015               | Aiguebelette (Francia)   | Medalla de bronce | Doble scull      |
| Campeonato Europeo |                          |                   |                  |
| Año                | Lugar                    | Medalla           | Prueba           |
| 2014               | Belgrado (Serbia)        | Medalla de plata  | Cuatro scull     |
| 2016               | Brandeburgo (Alemania)   | Medalla de plata  | Doble scull      |
| 2019               | Lucerna (Suiza)          | Medalla de oro    | Cuatro scull     |